# František Smetana
František Smetana (Uherské Hradiště, 28 de noviembre de 1997) es un deportista checo que compite en tiro, en la modalidad de rifle. Ganó una medalla de bronce en el Campeonato Mundial de Tiro de 2023, en la prueba de rifle 10 m.

## Palmarés internacional
| Campeonato Mundial | Campeonato Mundial | Campeonato Mundial | Campeonato Mundial |
| Año                | Lugar              | Medalla            | Prueba             |
| ------------------ | ------------------ | ------------------ | ------------------ |
| 2023               | Bakú (Azerbaiyán)  | Medalla de bronce  | Rifle 10 m         |